# Силвана Чаушева
Силвана Чаушева е българска волейболистка, носител на купата на България. Играе като посрещач. От сезон 2019/2020 г. е в италианската Серия А2, в отбора Волей (Соверато). През 2021г. се завръща отново в отбора на Марица (Пловдив).

## Биография
Родена е на 19 май 1995 г. в град Смолян. Израства в семейство, в което никой не е спортувал активно. Заради високия си ръст първоначално мечтае да стане баскетболистка, но не е играла професионално по простата причина, че в родния ѝ град е нямало къде да практикува този спорт. За да спортува, се записва на волейбол, под давлението на приятелки и познати, които отчитат ръста ѝ като предимство. Данните и качествата ѝ не остават незабелязани, докато е в Родопа (Смолян). Искат я от няколко отбора, но когато е на 16 – годишна възраст избира Марица (Пловдив).